# سپارانیزه
سپارانیزه (به ایتالیایی: Sparanise) یک کومونه در ایتالیا است که در استان کسرتا واقع شده‌است. سپارانیزه ۱۸٫۷ کیلومتر مربع مساحت و ۷٬۴۸۶ نفر جمعیت دارد.